# Please (chanson de U2)
Pour les articles homonymes, voir Please.
Singles de U2
Last Night on Earth
(1997) If God Will Send His Angels
(1997)
Please est une chanson de genre rock alternatif du groupe irlandais U2. Il s'agit de la onzième piste de leur neuvième l'album Pop (sorti en 1997), et son quatrième single publié le 22 septembre 1997. Comme pour Sunday Bloody Sunday, la chanson parle des troubles en Irlande du Nord. La pochette de la chanson présente des photos de quatre politiciens nord-irlandais : Gerry Adams, David Trimble, Ian Paisley, et John Hume.